# Уэбб, Хлоя
Хло́я Уэ́бб (англ. Chloe Webb, род. 25 июня 1956) — американская актриса.

## Биография
Актриса выросла в небольшом городке близ Нью-Йорка. Хлоя Уэбб обучалась в Бостонской консерватории музыки и драмы. Вокалом она занималась с доктором Дэвидом Фэрчилдом, который закончил Сиракузский университет. Актриса много времени уделяет театру, многие её работы отмечены наградами.
В кино актриса дебютировала, сыграв с Гэри Олдменом в картине «Сид и Нэнси», повествующей о судьбе известного басиста рок-группы Sex Pistols. Хлоя сыграла подругу Сида, Нэнси Спанджен (1958—1978), которая употребляла наркотики и была убита в своем номере, когда оба находились в состоянии наркотического опьянения. Критики высоко оценили работу актрисы в этом фильме.

## Фильмография

### 1980-е
- 1982—1987 — «Ремингтон Стил» / Remington Steele (сериал, только в одном эпизоде)
- 1985—1986 — «Мэри» / Mary (сериал, только в одном эпизоде)
- 1986 — «Сид и Нэнси» / Sid and Nancy — Нэнси Спанджен
- 1987 — «Живот архитектора» / Belly of an Architect
- 1988—1991 — «Чайна-Бич» / China Beach
- 1988 — «Близнецы» / Twins
- 1989 — «Охотники за привидениями 2» / Ghostbusters II

### 1990-е
- 1990 — «Состояние сердца» / Heart Condition
- 1991 — «Бруклинская рокировка» / Queens Logic
- 1991 — Удачный день / Lucky Day
- 1993 — Молчаливые крики / Silent Cries
- 1993 — Городские истории / Tales of the City
- 1993 — «Опасная женщина» / A Dangerous Woman
- 1993 — «Двадцать долларов» / Twenty Bucks
- 1994 — «Любовный роман» / Love Affair
- 1996—2004 — «Эй, Арнольд!» / Hey Arnold!
- 1997 — «Она прекрасна» / She’s So Lovely
- 1998 — «Братки Ньютоны» / Newton Boys
- 1998 — «Практическая магия» / Practical Magic
- 1999—2005 — «Справедливая Эми» / Judging Amy

### 2000-е
- 2000—2008 — «C.S.I.: Место преступления» / CSI: Crime Scene Investigation
- 2001 — «Баллада о Люси Уиппл» / Ballad of Lucy Whipple
- 2003—2008 — «Два с половиной человека» / Two and a Half Men
- 2004 — «Доктор Хаус» / House — Кора
- 2005—2008 — «Медиум» / Medium
- 2009 — «Выход» / Quit
- 2011—2016 — «Бесстыжие» / Shameless — Моника Галлагер